# Aaron Laffey
Aaron Steven Laffey (né le 15 avril 1985 à Cumberland, Maryland, États-Unis) est un lanceur gaucher de baseball sous contrat avec les Nationals de Washington de la Ligue majeure.

## Carrière

### Carrière scolaire
Aaron Laffey porte les couleurs de son école secondaire, Allegany High School dans le Maryland, en baseball et en basket-ball jusqu'en 2003.
Il est repêché le 3 juin 2003 par les Indians de Cleveland au 16e tour de sélection.

### Ligues mineures
Laffey commence son parcours en ligues mineures en 2003 chez les Burlington Indians (R) où il joue 9 matchs (4 comme partant) pour 3 victoires et 1 défaite. Il poursuit en 2004 sous les couleurs des Mahoning Valley Scrappers (A) avec lesquels il démarre 8 parties pour 3 victoires et 1 défaite et une moyenne de points mérités de 1,24 en 8 départs, lui permettant une promotion chez Lake County Captains (A) où il joue 19 matchs (3 victoires-7 défaites).
Il est aligné en début de saison 2005 avec Lake County (7-7 en 142,1 manches lancées), puis rejoint les Akron Aeros (AA) où il signe une victoire dès son premier match. 
En 2006, il joue également pour deux équipes : les Indians de Kinston (A) en début d'année (4-1 en 10 matchs dont 4 en partant) puis les Aeros d'Akron (AA) (8-3 en 19 matchs comme partant).
Commençant la saison 2007 avec Akron (4-1 en 6 matchs comme partant), il est rapidement promu en Triple-A chez les Bisons de Buffalo. Il signe 7 victoires pour 3 défaites chez les Bisons avant d'être appelé dans l'effectif actif des Indians de Cleveland.

### Ligue majeure
Laffey débute en Ligue majeure comme lanceur partant le 4 août 2007 face aux Twins du Minnesota. Il reste sur le monticule pendant 5,1 manches, accordant 6 coups surs, 3 points, 1 but sur balles pour 1 retrait sur des prises C'est une défaite pour Laffey. Il signe sa première victoire à l'occasion de son deuxième match en MLB, le 9 août contre les White Sox de Chicago. Au lendemain de ce succès, Laffey est relégué en réserve. Il est de retour sous le maillot des Indians le 25 août pour lancer contre les Royals de Kansas City. Laffey gagne le match et s'installe alors durablement dans l'effectif actif des Indians. Il lance même un match en séries éliminatoires face aux Red Sox de Boston ; c'est une défaite.
Il est échangé aux Mariners de Seattle le 2 mars 2011 en retour du joueur de ligues mineures Matt Lawson.
Le 19 août 2011, Laffey est réclamé au ballottage par les Yankees de New York.
Le 31 décembre 2011, Laffey signe un contrat des ligues mineures avec les Blue Jays de Toronto. Il entreprend 16 matchs comme lanceur partant et ajoute six sorties en relève en 2012 pour Toronto. Sa moyenne de points mérités s'élève à 4,56 en 100 manches et deux tiers lancées, avec quatre victoires et six défaites.
Le 27 décembre 2012, Laffey obtient une entente des ligues mineures avec les Mets de New York. Après 4 parties jouées pour les Mets en 2013, il est réclamé au ballottage par son ancien club, les Blue Jays, le 23 avril. Libéré de son contrat six jours plus tard après un seul match joué, Laffey rejoint les Dodgers de Los Angeles le 30 avril.

## Statistiques
| Saison | Équipe    | G  | GS | CG | SHO | V  | D  | SV | IP    | SO  | ERA  |
| ------ | --------- | -- | -- | -- | --- | -- | -- | -- | ----- | --- | ---- |
| 2007   | Cleveland | 9  | 9  | 0  | 0   | 4  | 2  | 0  | 49.3  | 25  | 4,56 |
| 2008   | Cleveland | 16 | 16 | 0  | 0   | 5  | 7  | 0  | 93.7  | 43  | 4,23 |
| 2009   | Cleveland | 25 | 19 | 0  | 0   | 7  | 9  | 1  | 121.2 | 59  | 4,44 |
| 2010   | Cleveland | 29 | 5  | 0  | 0   | 2  | 3  | 0  | 55.2  | 28  | 4,53 |
| Totaux | Totaux    | 79 | 49 | 0  | 0   | 18 | 21 | 1  | 320.1 | 155 | 4,41 |

| Saison | Équipe    | G | GS | CG | SHO | V | D | SV | IP  | SO | ERA  |
| ------ | --------- | - | -- | -- | --- | - | - | -- | --- | -- | ---- |
| 2007   | Cleveland | 1 | 0  | 0  | 0   | 0 | 0 | 0  | 4,2 | 3  | 0.00 |
| Totaux | Totaux    | 1 | 0  | 0  | 0   | 0 | 0 | 0  | 4,2 | 3  | 0.00 |

Note : G = Matchs joués ; GS = Matchs comme lanceur partant ; CG = Matchs complets ; SHO = Blanchissages ; 
V = Victoires ; D = Défaites ; SV = Sauvetages ; IP = Manches lancées ; SO = Retraits sur des prises ; ERA = Moyenne de points mérités.